# Tour della nazionale maschile di rugby a 15 del Giappone 1983
Nel 1983 il Giappone si reca in tour in Galles.
Un tour storico al termine del quale, i Giapponesi, sotto per 29-10, sfiorano la clamorosa rimonta contro il Galles.
| Abertillery 8 ottobre 1983 | Abertillery | 13 – 17 | Giappone XV |  |

| Harverfordwest 12 ottobre 1983 | Pembrokeshire | 28 – 15 | Giappone XV |  |

| Neath 15 ottobre 1983 | Neath RFC | 21 – 21 | Giappone XV |  |

| Newbridge 18 ottobre 1983 | Newbridge | 14 – 19 | Giappone XV |  |

| Cardiff 22 ottobre 1983 | Galles XV | 29 – 24 | Giappone | National Stadium |